# Cadum
Ricardo Cardoso Guimarães, o Cadum, (São Paulo, 4 de fevereiro de 1959) é um basquetebolista brasileiro.
É filho da basquetebolista Maria Aparecida Cardoso, a Cida, pivô da seleção brasileira feminina na década de 1950, e sobrinho de Maria Helena Cardoso, a grande estrela da seleção brasileira feminina na década de 1960, e técnica campeã nos Jogos Pan-Americanos de 1991, Cadum deu seguimento à tradição da família no basquete, tornando-se um dos maiores jogadores de sua geração.
Começou sua carreira nas categorias de base do Pinheiros, logo destacando-se e chamando a atenção do Monte Líbano, que no ano de 1978 resolveu montar uma forte equipe para a disputa do Campeonato Paulista de Basquete, apostando em jovens promessas como Israel, André, além do próprio Cadum. Nascia ali um dos maiores esquadrões da história do basquete brasileiro, que viria a dominar a próxima década com a conquista de cinco Taças Brasil (sendo quatro consecutivas) e três campeonatos paulistas.
Após dez anos de clube, deixou o Monte Líbano para ir jogar no Flamengo, em 1988. Teve passagens ainda por outros grandes clubes como Sírio, Palmeiras, Dharma Yara, Pinheiros, Uberlândia e Hebraica, onde encerrou sua carreira aos 40 anos de idade, no ano 2000.
Pela seleção brasileira, Cadum disputou dois mundiais - 1982 e 1990 - e quatro Olimpíadas - 1980, 1984, 1988 e 1992.
Foi bicampeão sul-americano em 1983 e 1989. Foi um dos armadores do time campeão dos Jogos Pan-Americanos de 1987, sendo titular durante todo o torneio, mas ficando na reserva de Guerrinha na final, por opção do técnico Ary Vidal. Foi sua grande conquista na carreira.

## Títulos
Seleção Brasileira
- Campeonato Sul-Americano: 2 vezes (1983 e 1989)
- Vice-campeão do Campeonato Sul-Americano: 1979
- Campeão do Pan-Americano: 1987
- Vice-campeão do Pan-Americano: 1983

Monte Líbano
- Campeonato Paulista: 3 vezes (1982, 1984 e 1986)
- Vice-campeão do Campeonato Paulista: 4 vezes (1980, 1981, 1985 e 1987)
- Campeonato Brasileiro: 5 vezes (1982, 1984, 1985, 1986 e 1987)
- Campeonato Sul-Americano de Clubes: 2 vezes (1985 e 1986)
- Vice-campeão do Campeonato Sul-Americano de Clubes: 2 vezes (1983 e 1987)
- Vice-campeão do Mundial Interclubes: 1985